# Wiedomys
Wiedomys (Hershkovitz, 1959) è un genere di roditori della famiglia dei Cricetidi.

## Descrizione

### Dimensioni
Al genere Wiedomys appartengono roditori di piccole dimensioni, con lunghezza della testa e del corpo tra 100 e 128 mm, la lunghezza della coda tra 160 e 205 mm e un peso fino a 40 g.

### Caratteristiche craniche e dentarie
Il cranio presenta un rostro corto, una scatola cranica allargata lateralmente e le placche zigomatiche strette. Il palato è breve e presenta due fori lunghi. Gli incisivi superiori sono lisci, arancioni ed opistodonti, ovvero con le punte rivolte verso l'interno della bocca. I molari hanno la corona bassa.
Sono caratterizzati dalla seguente formula dentaria:

### Aspetto
Le parti dorsali sono brunastre brizzolate con dei riflessi arancioni sulla groppa, mentre le parti ventrali sono bianche, nettamente distinte dalle parti superiori lungo i fianchi. Le orecchie sono caratteristicamente ricoperte di peli arancioni brillanti, come il muso, degli anelli intorno agli occhi e il dorso delle zampe. Le vibrisse sono lunghe. Sono presenti dei ciuffi di peli argentati alla base di ogni artiglio. La coda è più lunga della testa e del corpo, è uniformemente marrone scura eccetto la porzione basale inferiore dove è più chiara. Le femmine hanno quattro paia di mammelle.

## Distribuzione
Il genere è diffuso nel Brasile orientale.

## Tassonomia
Il genere comprende 2 specie viventi ed una estinta, descritta sulla base di resti fossili risalenti al tardo Pliocene rinvenuti in Argentina:
- Wiedomys cerradensis
- Wiedomys marplatensis †
- Wiedomys pyrrhorhinos